# 田中伊三次
田中 伊三次（たなか いさじ、1906年〈明治39年〉1月3日 - 1987年〈昭和62年〉4月11日）は、日本の政治家、弁護士。衆議院議員（15期）。位階は正三位、勲章は勲一等旭日大綬章。
衆議院副議長（第44代）、法務大臣（第22・23・31代）、自治庁長官（第7・8代）等を歴任した。

## 来歴
兵庫県・宗吉の二男。家が貧しく、17歳の時に郷里の兵庫県姫路の在からナマ米をかじりながら鉄道線路を歩いて大阪に出る。新聞配達、めし屋の注文取りなどをしながら貯めた金で汽車に乗り、京都に移る。
立命館中学、府立第二中学校を経て立命館大学に入学した。1931年、高等文官試験に合格。弁護士試験に合格、登録した。立命館大学2年在学中に京都市会議員となる。
1934年、立命館大学法学部を卒業。弁護士を開業した。京都府議会議員を経て、1942年の第21回衆議院議員総選挙で衆議院議員に初当選した。この選挙では、多くの議員が大政翼賛会の推薦を受けた（翼賛選挙）が、田中は非推薦で当選した。戦後に公職追放されたが、1949年に復活、通算15期。
無所属倶楽部、民主党、自由党を経て、1955年の保守合同により自由民主党の結党に参加した。自民党では緒方派→石井派に所属し、石井派が解散した後には三木派に加わった。
1956年、石橋内閣で自治庁長官に任命されるが石橋湛山は間もなく病気で首相を辞任、後継の岸信介による第1次岸内閣でも自治庁長官に留任した。1963年、衆議院議長・船田中の下、衆議院副議長に就任し、1965年まで約2年間務める。
1966年、第1次佐藤第3次改造内閣で法務大臣に任命され、2度目の入閣。第2次佐藤内閣でも留任し、1972年には第2次田中角栄内閣で再度、法務大臣に就任している。
1976年、ロッキード事件の調査のために衆議院に設置されたロッキード問題調査特別委員会の委員長に就任し、児玉誉士夫を臨床尋問。事件に関与した疑いの強い灰色高官の氏名を公表した。
1980年、ハプニング解散に際しては首相の大平正芳や大平政権に強い影響力を有していた田中角栄に対する反対姿勢を鮮明にし、自民党からの公認を拒否した上で自民党を離党した。1983年、第37回衆議院議員総選挙に出馬せず政界を引退し、田中の地盤は元大蔵官僚の伊吹文明が継承した。
1987年（昭和62年）4月11日に81歳で没した。

## 人物

### 人柄
- 豊臣秀吉にあこがれ、豊臣秀吉を祀る豊国神社で政治家として身を立てることを誓う[2]。
- 戦前に田中は、「天皇帰一の大精神を国民生活に顕現し、以て臣民思想の一大統一を計りたい」、「大東亜戦争を勝ち抜くため日本的全体主義によって世界最強度の国防国家体制を作りあげることでなければならぬと信ずる」と政見を述べていた[1]。
- 住所は京都市上京区新烏丸頭町[1]、同市上京区寺町通丸太町上る松蔭町[4]。趣味は乗馬[3]、能楽、茶道（織部流）、古美術鑑賞、音楽[4]。
- 第1次岸内閣において自治庁長官を命ぜられた際、「内務大臣といえば副総理格が座ったもんだ。その嫡流とも言うべき役所の長を三流省庁並みの〝長官〟と呼ぶのはけしからん」と怒って、勝手に呼称を〝大臣〟に変えさせている[7]。

### 死刑制度に対する姿勢
- 法務大臣在任中の1967年10月13日、大臣室に新聞記者を集め、数珠を片手にポーズを構えて23人分の死刑執行命令書に署名し、記事にするよう求めた。この行動は記者たちを呆れさせ、どの新聞社も記事にしなかった[注釈 1]。しかし、提出された死刑執行命令書の中に平沢貞通の名前を見つけた時には「これ（平沢）は冤罪だろ」として署名しなかった。

- 法務大臣就任後、知り合いの記者に対し「死刑が執行されるところを見に行こう」と誘い、法務省刑事局総務課長の伊藤栄樹に相談したが、軽率な行動であると部下にあたる伊藤から叱責された[10]。

### 金大中拉致事件
- 法務大臣在任中の1973年8月に発生した金大中拉致事件に関して、同月23日の参議院法務委員会において「私たちには大事な第六感というものがあるわけで、その第六感によれば、この国に違いない、この国の秘密警察がやったことに違いがないというようなところまでは胸の中に浮かんでおるわけで…」と発言し[11][12]、この大韓民国中央情報部（KCIA）の関与を示唆する「第六感」発言が物議を醸した[13]。

## 家族・親族
田中家
- 父・宗吉[3]
- 妻・芳子[3]（1908年 - ?、あるいはよし子[4]）
- 子（男、女）[4]

## 著作

### 著書
- 『新憲法の解明』扶桑閣、1946年10月。
- 『理想主義政治学の原理』伸工社、1947年。
- 新日本建設青年連盟編輯 編「防共対策について」『共産主義批判』新日本建設青年連盟〈青年におくるシリーズ 第1集〉、1949年10月。
- 『憲法の心 新憲法の基本原則』三和書房、1952年3月。

### 博士論文
- 『理想主義政治学ノ理論構成ニ関スル研究』立命館大学、1949年4月。

### 論文等
- 「理想主義政治学序論」『時論』第4巻第6・7号、時論社、1949年7月、66-70頁、NAID 40001878627。
- 「憲法を改正しなければ自衛のためと雖、兵力は持てない」『政策』第1巻第11号、政策研究会、1953年11月、18-22頁、NAID 40002039974。
- 「日ソ交渉、中共貿易を質す」『再建』第9巻第5号、再建編集局、1955年6月、20-29頁、NAID 40001430791。
- 「灰色高官の公表は当然〔衆議院ロッキード問題調査特別委員長に聞く〕（この人と1時間）」『エコノミスト』第54巻第48号、毎日新聞社、1976年11月、22-25頁、NAID 40000226344。
- 「総裁選挙を立派にやり抜こう（巻頭言）」『月刊自由民主』第274号、自由民主党、1978年11月、15-17頁、NAID 40003979795。
- 「会議の報告から（金大中氏の生命を憂慮する緊急国際会議）」『世界』第423号、岩波書店、1981年2月、301-305頁、NAID 40002101931。
- 「鈴木首相の責任を問う（金権腐敗を一掃するために――衆参両院政治倫理確立議員懇談会合同演説会――昭和57年7月29日(資料)）」『月刊新自由クラブ』第6巻第62号、新自由クラブ、1982年9月、119-123頁、NAID 40004172284。
- 「「田中有罪判決」の根拠――函館市における演説（反金権直撃キャンペーン<特集>）」『月刊新自由クラブ』第6巻第64号、新自由クラブ、1982年12月、56-59頁、NAID 40004172316。